# SIS (Soft Is Strong)
SIS (Soft Is Strong) è l'EP di debutto el girl group Katseye, pubblicato da Hybe UMG e Geffen Records il 16 agosto 2024. L'EP è supportato da due singoli che precedono la sua uscita: Debut a giugno e Touch a luglio.

## Contesto e rilascio
Il gruppo è nato attraverso il reality show Dream Academy, ospitato come una collaborazione tra la Hybe Corporation e Geffen Records, per creare un gruppo femminile che sarebbe stato promosso principalmente negli Stati Uniti. Lo show si è concluso nel novembre 2023.
Il 14 giugno 2024, Hybe e Geffen hanno annunciato l'intenzione di pubblicare il primo EP delle Katseye ad agosto dello stesso anno, che sarebbe stato preceduto dall'uscita di due singoli inclusi nell'album il 28 giugno e a luglio. Il primo singolo, Debut, è stato annunciato il 24 giugno e pubblicato quattro giorni dopo. Lo stesso giorno dell'uscita di Debut, è stato svelato il nome dell'EP, SIS (Soft Is Strong), insieme alla sua data di uscita, il 16 agosto. I preordini per l'album sono iniziati il 10 luglio. Il secondo singolo, Touch, è stato annunciato il 23 luglio ed è stato pubblicato il 26 luglio. La tracklist dell'album è stata svelata il 2 agosto.
Il 9 e il 10 agosto sono state pubblicate due serie di foto concettuali, intitolate rispettivamente "Strong" e "Soft". Nella serie "Strong", i membri delle Katseye sono vestite come le bambole di porcellana che li rappresentano e che appaiono sulle copertine dei loro singoli Debut e Touch, imitandone anche la postura su uno sfondo bianco. Nella serie "Soft", i membri sono posizionati di fronte a uno sfondo che ricorda un negozio di antiquariato. Una serie di foto della serie "Soft" mostra i membri che indossano costumi legati ai simboli del Dream Charm loro assegnati. Il 14 agosto è stato pubblicato il medley dell'album. SIS (Soft Is Strong) è stato pubblicato a livello mondiale il 16 agosto.

## Accoglienza
| Recensione | Giudizio |
| ---------- | -------- |
| NME        | [ 13 ]   |

SIS (Soft Is Strong) ha ricevuto recensioni generalmente positive. Mika Chen per NME ha dato all'album quattro stelle su cinque, descrivendolo come "un'uscita sorprendentemente coesa che cattura ampiamente l'enorme potenziale [delle Katseye]", ma critica la breve durata delle tracce dell'album, che ha portato a "una canzone [che] finisce un po' troppo presto o alla sensazione che fosse a un solo ritornello finale dalla perfezione".
Gabriel Saulog di Billboard Philippines ha descritto l'album come "un'eccellente (e stimolante) dimostrazione dei diversi suoni all'interno del panorama della musica pop", definendolo come una reminiscenza della musica pop in stile anni 2000 e 2010 di artisti come le Little Mix e Britney Spears, con una miscela di "elementi K-pop moderni".

## Tracce
1. Debut – 2:03 (Ryan Tedder, Tyler Spry, Grant Boutin, Omer Fedi)
2. Touch – 2:09 (testo: Caroline Ailin, Jessica Porfiri – musica: Caroline Ailin, Jessica Porfiri, Taka Perry, Magnus Høiberg, Blake Slatkin, Fedi)
3. My Way – 2:34 (testo: Amanda "Kiddo A.I." Ibanez, Ali Tamposi – musica: "Hitman" Bang, Slow Rabbit, Federico Vindver, John Byron)
4. I'm Pretty – 2:22 (testo: Kiddo A.I., Sam Roman – musica: Digital Farm Animals, Richard Boardman)
5. Tonight I Might – 2:36 (testo: Justin Trainer, Caroline Penell – musica: Justin Trainer, Caroline Penell, Jason Gill)

## Classifiche
| Classifiche (2024) | Posizione massima |
| ------------------ | ----------------- |
| Belgio (Fiandre)   | 91                |
| Belgio (Vallonia)  | 103               |
| Corea del Sud      | 27                |
| Croazia            | 39                |
| Francia            | 78                |
| Regno Unito        | 45                |
| Stati Uniti        | 119               |
| Svizzera           | 69                |

## Data di pubblicazione
| Regione       | Data           | Formato                      | Etichetta         | Note          |
| ------------- | -------------- | ---------------------------- | ----------------- | ------------- |
| Corea del Sud | 16 agosto 2024 | CD                           | Hybe UMG, YG Plus | [ 23 ]        |
| Giappone      | 16 agosto 2024 | CD, LP                       | Universal Japan   | [ 24 ] [ 25 ] |
| Stati Uniti   | 16 agosto 2024 | CD, LP                       | Hybe UMG, Geffen  | [ 26 ] [ 27 ] |
| Mondo         | 16 agosto 2024 | Download digitale, streaming | Hybe UMG, Geffen  |               |